# 8. etape af Giro d'Italia 2018
8. etape af Giro d'Italia 2018 gik fra Praia a Mare til Montevergine 12. maj 2018. 
Richard Carapaz vandt etapen og tog Ecuadors første etapesejr i Giroen.

## Etaperesultater
| \| Etaperesultat \| Etaperesultat \| Etaperesultat \| Etaperesultat \| Etaperesultat \| \| Rytter \| Rytter \| Hold \| Tid \| \| \| ------------- \| ------------------ \| ------------------------- \| ------------- \| ------------- \| \| 1. \| Richard Carapaz \| Movistar Team \| 5t 11' 35" \| \| \| 2. \| Davide Formolo \| Bora-Hansgrohe \| + 7" \| \| \| 3. \| Thibaut Pinot \| Groupama-FDJ \| + 7" \| \| \| 4. \| Enrico Battaglin \| LottoNL-Jumbo \| + 7" \| \| \| 5. \| Simon Yates \| Mitchelton-Scott \| + 7" \| \| \| 6. \| Domenico Pozzovivo \| Bahrain-Merida \| + 7" \| \| \| 7. \| Esteban Chaves \| Mitchelton-Scott \| + 7" \| \| \| 8. \| Patrick Konrad \| Bora-Hansgrohe \| + 7" \| \| \| 9. \| Michael Woods \| EF Education First-Drapac \| + 7" \| \| \| 10. \| Pello Bilbao \| Astana \| + 7" \| \| |                    |                           |            |
| |                    |                           |            |
| Kilde: ProCyclingStats |                    |                           |            |
| Etaperesultat |                    |                           |            |
| Rytter | Rytter             | Hold                      | Tid        |
| 1. | Richard Carapaz    | Movistar Team             | 5t 11' 35" |
| 2. | Davide Formolo     | Bora-Hansgrohe            | + 7"       |
| 3. | Thibaut Pinot      | Groupama-FDJ              | + 7"       |
| 4. | Enrico Battaglin   | LottoNL-Jumbo             | + 7"       |
| 5. | Simon Yates        | Mitchelton-Scott          | + 7"       |
| 6. | Domenico Pozzovivo | Bahrain-Merida            | + 7"       |
| 7. | Esteban Chaves     | Mitchelton-Scott          | + 7"       |
| 8. | Patrick Konrad     | Bora-Hansgrohe            | + 7"       |
| 9. | Michael Woods      | EF Education First-Drapac | + 7"       |
| 10. | Pello Bilbao       | Astana                    | + 7"       |

## Samlet
| \| Samlede stilling \| Samlede stilling \| Samlede stilling \| Samlede stilling \| Samlede stilling \| \| Rytter \| Rytter \| Hold \| Tid \| \| \| ---------------- \| ------------------ \| ---------------- \| ---------------- \| ---------------- \| \| 1. \| Simon Yates \| Mitchelton-Scott \| 31t 43' 12" \| \| \| 2. \| Tom Dumoulin \| Team Sunweb \| + 16" \| \| \| 3. \| Esteban Chaves \| Mitchelton-Scott \| + 26" \| \| \| 4. \| Thibaut Pinot \| Groupama-FDJ \| + 41" \| \| \| 5. \| Domenico Pozzovivo \| Bahrain-Merida \| + 43" \| \| \| 6. \| Rohan Dennis \| BMC Racing Team \| + 53" \| \| \| 7. \| Pello Bilbao \| Astana \| + 1' 03" \| \| \| 8. \| Richard Carapaz \| Movistar Team \| + 1' 06" \| \| \| 9. \| Chris Froome \| Team Sky \| + 1' 10" \| \| \| 10. \| George Bennett \| LottoNL-Jumbo \| + 1' 11" \| \| |                    |                  |             |
| |                    |                  |             |
| Kilde: ProCyclingStats |                    |                  |             |
| Samlede stilling |                    |                  |             |
| Rytter | Rytter             | Hold             | Tid         |
| 1. | Simon Yates        | Mitchelton-Scott | 31t 43' 12" |
| 2. | Tom Dumoulin       | Team Sunweb      | + 16"       |
| 3. | Esteban Chaves     | Mitchelton-Scott | + 26"       |
| 4. | Thibaut Pinot      | Groupama-FDJ     | + 41"       |
| 5. | Domenico Pozzovivo | Bahrain-Merida   | + 43"       |
| 6. | Rohan Dennis       | BMC Racing Team  | + 53"       |
| 7. | Pello Bilbao       | Astana           | + 1' 03"    |
| 8. | Richard Carapaz    | Movistar Team    | + 1' 06"    |
| 9. | Chris Froome       | Team Sky         | + 1' 10"    |
| 10. | George Bennett     | LottoNL-Jumbo    | + 1' 11"    |

| Pointkonkurrence | Pointkonkurrence  | Pointkonkurrence              | Pointkonkurrence | Pointkonkurrence |
| Rytter           | Rytter            | Hold                          | Point            |                  |
| ---------------- | ----------------- | ----------------------------- | ---------------- | ---------------- |
| 1.               | Elia Viviani      | Quick-Step Floors             | 178 point        |                  |
| 2.               | Sam Bennett       | Bora-Hansgrohe                | 100 point        |                  |
| 3.               | Sacha Modolo      | EF Education First-Drapac     | 73 point         |                  |
| 4.               | Jakub Mareczko    | Wilier Triestina-Selle Italia | 65 point         |                  |
| 5.               | Guillaume Boivin  | Israel Cycling Academy        | 52 point         |                  |
| 6.               | Davide Ballerini  | Androni Giocattoli-Sidermec   | 52 point         |                  |
| 7.               | Marco Frapporti   | Androni Giocattoli-Sidermec   | 49 point         |                  |
| 8.               | Enrico Battaglin  | LottoNL-Jumbo                 | 45 point         |                  |
| 9.               | Niccolò Bonifazio | Bahrain-Merida                | 43 point         |                  |
| 10.              | Maksim Belkov     | Katusha-Alpecin               | 38 point         |                  |

| Ungdomskonkurrence | Ungdomskonkurrence    | Ungdomskonkurrence          | Ungdomskonkurrence | Ungdomskonkurrence |
| Rytter             | Rytter                | Hold                        | Tid                |                    |
| ------------------ | --------------------- | --------------------------- | ------------------ | ------------------ |
| 1.                 | Richard Carapaz       | Movistar Team               | 31t 44' 18"        |                    |
| 2.                 | Sam Oomen             | Team Sunweb                 | + 36"              |                    |
| 3.                 | Ben O'Connor          | Dimension Data              | + 54"              |                    |
| 4.                 | Maximilian Schachmann | Quick-Step Floors           | + 56"              |                    |
| 5.                 | Miguel Ángel López    | Astana                      | + 1' 06"           |                    |
| 6.                 | Valerio Conti         | UAE Team Emirates           | + 4' 07"           |                    |
| 7.                 | Fausto Masnada        | Androni Giocattoli-Sidermec | + 7' 51"           |                    |
| 8.                 | Jack Haig             | Mitchelton-Scott            | + 17' 02"          |                    |
| 9.                 | Matej Mohorič         | Bahrain-Merida              | + 18' 23"          |                    |
| 10.                | Koen Bouwman          | LottoNL-Jumbo               | + 18' 50"          |                    |

| Bjergkonkurrence | Bjergkonkurrence   | Bjergkonkurrence            | Bjergkonkurrence | Bjergkonkurrence |
| Rytter           | Rytter             | Hold                        | Point            |                  |
| ---------------- | ------------------ | --------------------------- | ---------------- | ---------------- |
| 1.               | Esteban Chaves     | Mitchelton-Scott            | 35 point         |                  |
| 2.               | Simon Yates        | Mitchelton-Scott            | 20 point         |                  |
| 3.               | Thibaut Pinot      | Groupama-FDJ                | 18 point         |                  |
| 4.               | Richard Carapaz    | Movistar Team               | 17 point         |                  |
| 5.               | Enrico Barbin      | Bardiani CSF                | 11 point         |                  |
| 6.               | George Bennett     | LottoNL-Jumbo               | 9 point          |                  |
| 7.               | Davide Formolo     | Bora-Hansgrohe              | 8 point          |                  |
| 8.               | Marco Frapporti    | Androni Giocattoli-Sidermec | 7 point          |                  |
| 9.               | Domenico Pozzovivo | Bahrain-Merida              | 7 point          |                  |
| 10.              | Ryan Mullen        | Trek-Segafredo              | 6 point          |                  |

| Holdkonkurrence | Holdkonkurrence   | Holdkonkurrence | Holdkonkurrence |
| Hold            | Hold              | Tid             |                 |
| --------------- | ----------------- | --------------- | --------------- |
| 1.              | Mitchelton-Scott  | 95t 12' 00"     |                 |
| 2.              | Sky               | + 2' 06"        |                 |
| 3.              | Movistar Team     | + 2' 11"        |                 |
| 4.              | Astana            | + 2' 23"        |                 |
| 5.              | UAE Team Emirates | + 6' 29"        |                 |
| 6.              | Groupama-FDJ      | + 8' 14"        |                 |
| 7.              | Team Sunweb       | + 14' 40"       |                 |
| 8.              | Lotto NL-Jumbo    | + 15' 36"       |                 |
| 9.              | Dimension Data    | + 20' 40"       |                 |
| 10.             | AG2R La Mondiale  | + 22' 36"       |                 |